# Jacques Bergier
Jacques Bergier, feltételezett születési neve: Jakov Mihajlovics Berger (Odessza, 1912. augusztus 21. – Párizs, 1978. november 23.) francia-orosz író, újságíró, vegyészmérnök.

## Élete
Apja, Mihail Berger egy zsidó nagykereskedő volt. Anyja, Etlia Krzeminiecka részt vett az 1917-es októberi orosz forradalomban. Je ne suis pas une légende című önéletrajzában említi, hogy egyik nagybátyja csodarabbi volt, ő maga unokatestvére George Gamow atomfizikusnak és egy bizonyos Anatolijnak, aki a II. Miklós orosz cárt kivégző osztag tagja volt. Rendkívül tehetséges gyermek volt, önéletrajzában említi, hogy már két évesen újságot olvasott, s négy évesen könnyedén olvasott oroszul, franciául és héberül. Gyorsolvasó volt (élete végéig napi 4-10 könyvet olvasott el). Iskolába sosem járt, de volt magántanára. 
1920-ban az oroszországi polgárháború miatt anyja szülőföldjére, az északnyugat-ukrajnai Kremenyecbe menekült a család. Itt egy talmudiskolába járt, s a Kabbalát tanulmányozta, emellett matematikát, fizikát, németet és angolt tanult. Mindent elolvasott, ami könyvhöz hozzáfért, de kedvenc olvasmánya a sci-fi volt. 
A család 1925-ben költözött Franciaországba, itt a Lycée Saint-Louis tanulója lett, majd a Sorbonne-on matematikát, alkalmazott és általános kémiát hallgatott, ezután a École Nationale Supérieure de Chimie-re került, ahol vegyészmérnöki diplomát szerzett. 1934 és 1939 közt a neves francia atomfizikus André Helbronner asszisztense volt, akit a háború végén a Gestapo ölt meg. 
Walter Lang szerint Fulcanelli Bergiert kereste meg egy Helbronnernek szánt üzenettel, amely az atomfegyverek lehetséges használatáról szólt. A találkozóra 1937 júniusában került sor a Gas Board párizsi laboratóriumában. A második világháború, illetve Franciaország német megszállása alatt Bergier a lyoni Réseau Marco Polo-nál dolgozott, amely egy Charles de Gaulle londoni támogatóival kapcsolatban álló ellenállási hálózat volt. 1944 márciusától 1945 májusáig Bergier-t a mauthauseni koncentrációs táborban tartották fogva.

## Munkássága
1954-ben Párizsban találkozott Louis Pauwels íróval és szerkesztővel. Később közösen írták meg Le Matin des Magiciens (A mágusok hajnala) című munkát, amely 1960-ban jelent meg. A kötet neo-szürrealisztikus megközelítésben foglalkozik az újkori történelemmel, s középpontjában a titkos társaságok állítólagos politikai befolyása áll. Megpróbálja összekapcsolni az alkímiát a modern magfizikával, azt állítva, hogy a korai alkimisták sokkal jobban értettek az atomok működéséhez, mint amennyit ma nekik tulajdonítanak. A mű az ifjúság körében igen népszerű volt az 1960-as és az 1970-es években. 1963-ban Rollo Myers elkészítette az angol fordítást is The Dawn of Magic címmel (Amerikában 1968-ban The Morning of the Magicians címmel került az olvasók elé). A könyv számos további kutatást inspirált, például a nácizmus és az okkultizmus közti összefüggések területén. Kultikus klasszikussá vált, amelyre mindmáig gyakran hivatkoznak az összeesküvés-elméletek rajongói, valamint a pszeudohistória és az okkult tudományok iránt érdeklődők. 
Pauwels és Bergier két további esszékötetben működött együtt, ezek az Impossible Possibilities és a The Eternal Man voltak. Közösen szerkesztették a Planète című ezoterikával foglalkozó lapot. Bergier a földön kívüli élet lehetőségei iránt is érdeklődött. 1970-ben jelentette meg Les extra-terrestres dans l'Histoire című kötetét.

## Magyarul megjelent művei
- Louis Pauwels–Jacques Bergier: Mágusok hajnala. Bevezetés a fantasztikus realizmusba; ford. Szoboszlai András; Móra, Bp., 1989  ISBN 9631165809
- Ipari kémkedés; ford. Gergely Pál; Kossuth, Bp., 1974 ISBN 9630900394
- A csillag, amely elpusztította a dinoszauruszokat (tanulmány, Galaktika 23., 1977; utánközlés: UFO-k és elsüllyedt világok, antológia, Móra kiadó, 1988, ISBN 9631163342)
- A zöld gyermekek (tanulmány, Galaktika 23., 1977)
- Az 5-ös szám tizenhárom misztériuma (tanulmány, Galaktika 112., 1990)
- Daidalosz birodalma (Louis Pauwels-szel közösen, Galaktika 119., 1990)

## Fordítás
- Ez a szócikk részben vagy egészben  a   Jacques Bergier című angol Wikipédia-szócikk ezen változatának fordításán alapul.  Az eredeti cikk szerkesztőit annak laptörténete sorolja fel. Ez a jelzés csupán a megfogalmazás eredetét és a szerzői jogokat jelzi, nem szolgál a cikkben szereplő információk forrásmegjelöléseként.